# هنری اشتور
هنری اشتور (آلمانی: Henry Stöhr؛ زادهٔ ۶ ژوئن ۱۹۶۰) جودوکار اهل آلمان بود.